# Avion Revue
Avion Revue es la revista especializada en aviación líder en España y Latinoamérica. Fundada en 1982, en la actualidad pertenece al grupo editorial británico Key Publishing y tiene una periodicidad mensual. Cuenta con ediciones para Europa, Latinoamérica y Brasil. En 2005 lanzó su versión totalmente digital en un formato propietario similar al PDF.[cita requerida]
El 15 de octubre de 2009, la editorial Motorpress Ibérica anunció que la revista Avión Revue sería editada a partir de entonces por Key Publishing, renovando su equipo editorial y lanzando una edición para Latinoamérica, Avión Revue Latino. Estas dos ediciones se vieron reforzadas por la adquisición en 2011, a Motorpress Brasil, de Avião Revue. Combinadas, la audiencia de las tres versiones para el mercado de habla hispana y portuguesa alcanza los 75.000 ejemplares mensuales.
La calidad de sus contenidos, la seriedad y rigurosidad de sus fuentes y colaboradores, junto a la abundancia y variedad de sus imágenes exclusivas y su cuidado diseño gráfico la han convertido en referente en los mercados en donde actúa.
Es la única revista aeronáutica española con difusión controlada y certificada por OJD.
La publicación internacional Avión Revue concedió al Aeropuerto de Teruel el Premio Excelencia 2017 en la categoría de aeropuertos a su director general Alejandro F. Ibrahim Perera